# Aethes smeathmanniana
Aethes smeathmanniana là một loài bướm đêm thuộc họ Tortricidae. Nó được tìm thấy ở hầu hết châu Âu, Tiểu Á và ở Bắc Mỹ, nơi nó được ghi nhận từ New Jersey và Newfoundland và Labrador.
Sải cánh dài 12–19 mm. Con trưởng thành bay từ tháng 5 đến tháng 8.
Ấu trùng ăn hạt nhiều loại cây khác nhau, bao gồm Achillea millefolium và Centaurea. Các cây lương thực khác bao gồm Anthemis cotula, Centaurea nigra và Lactuca sativa.

## Hình ảnh

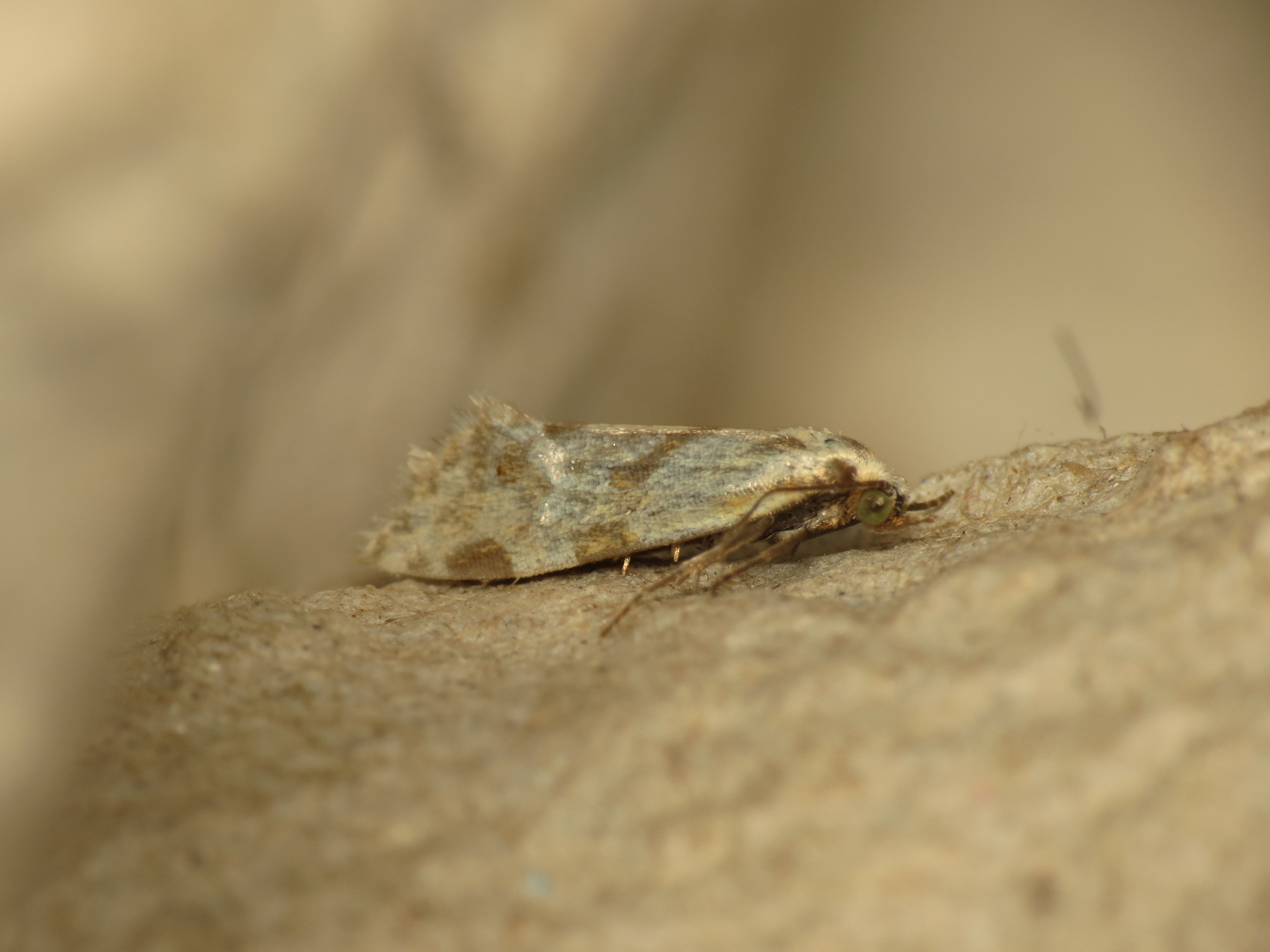
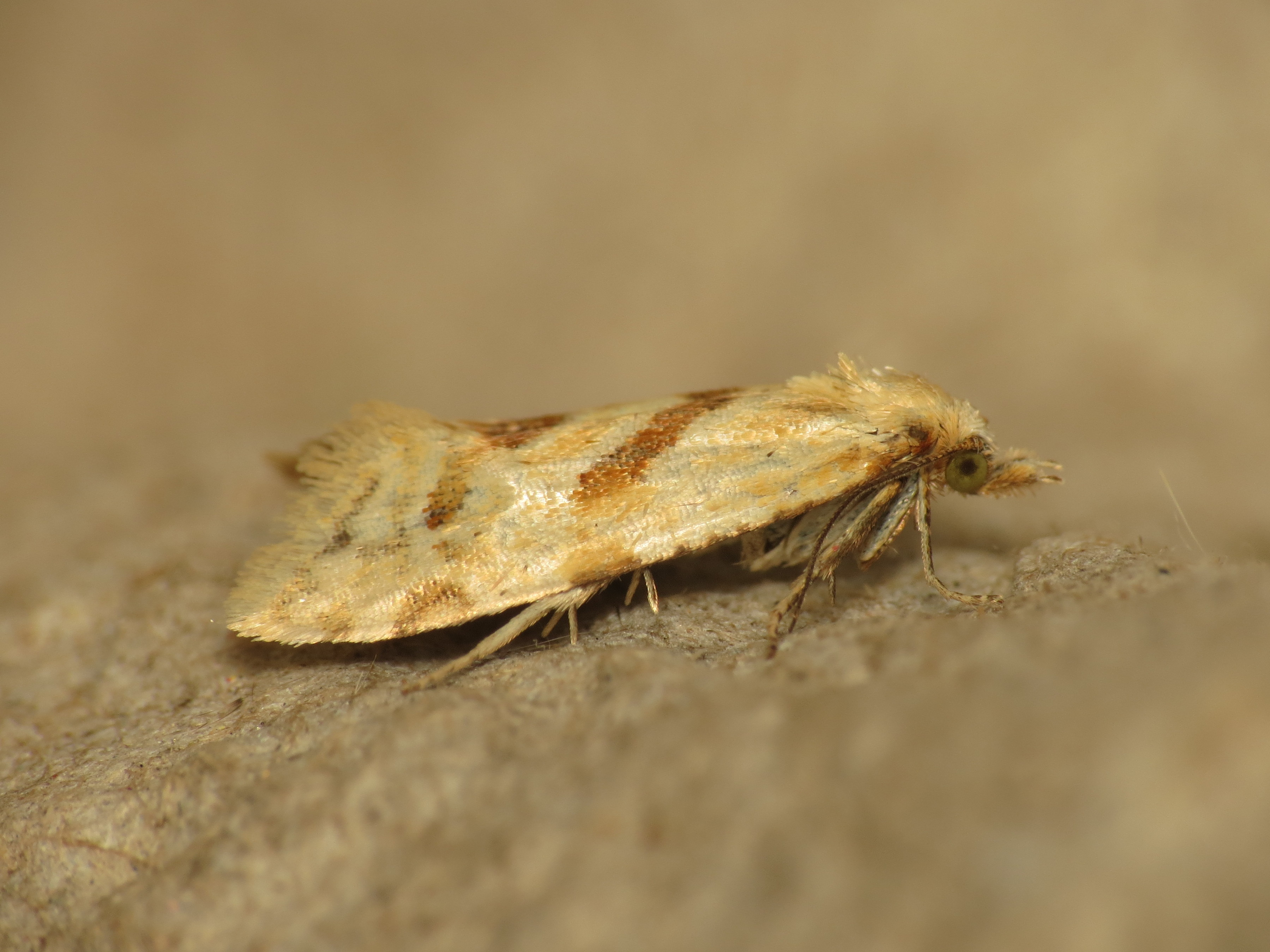
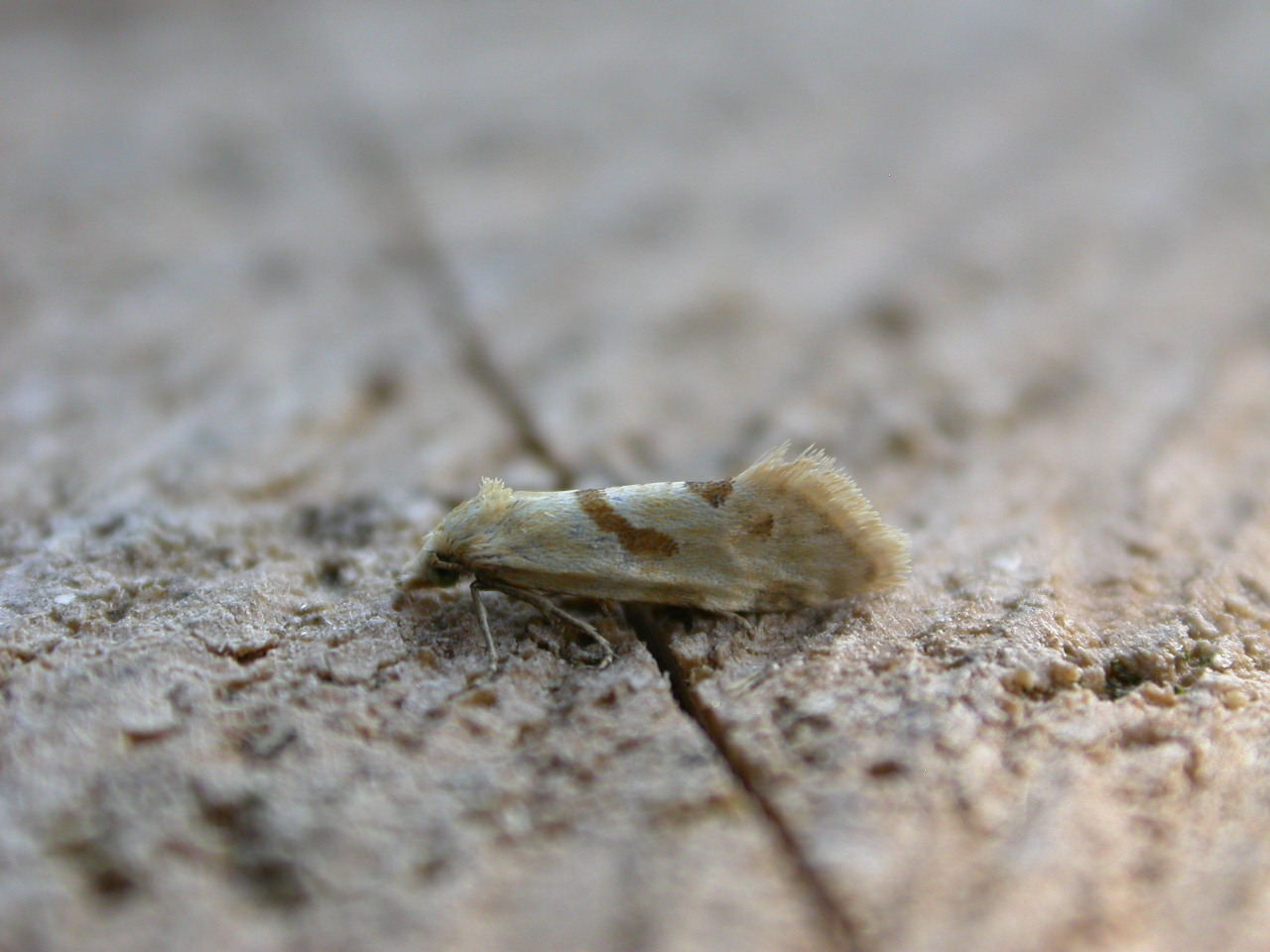
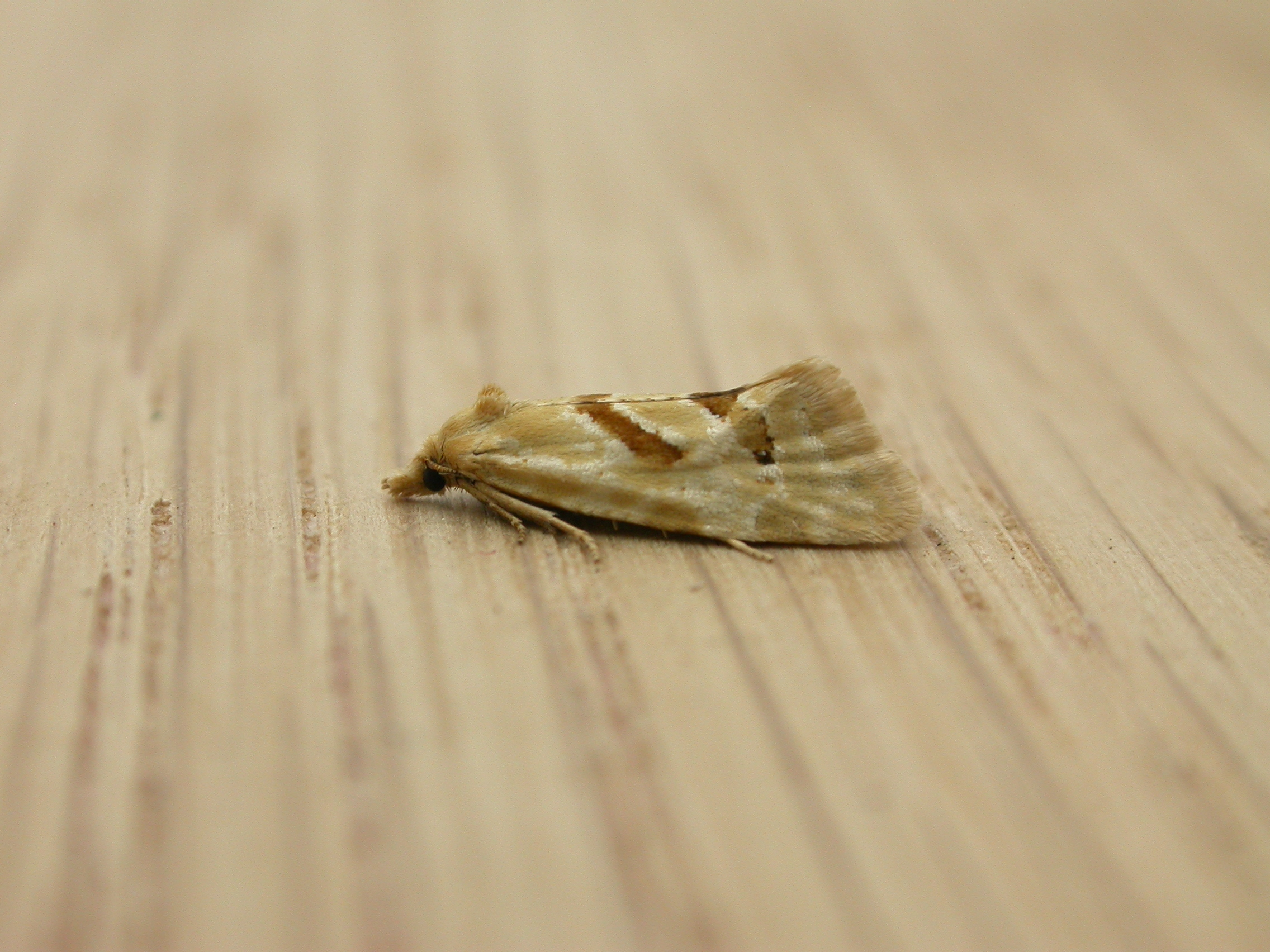